# Molo Audace

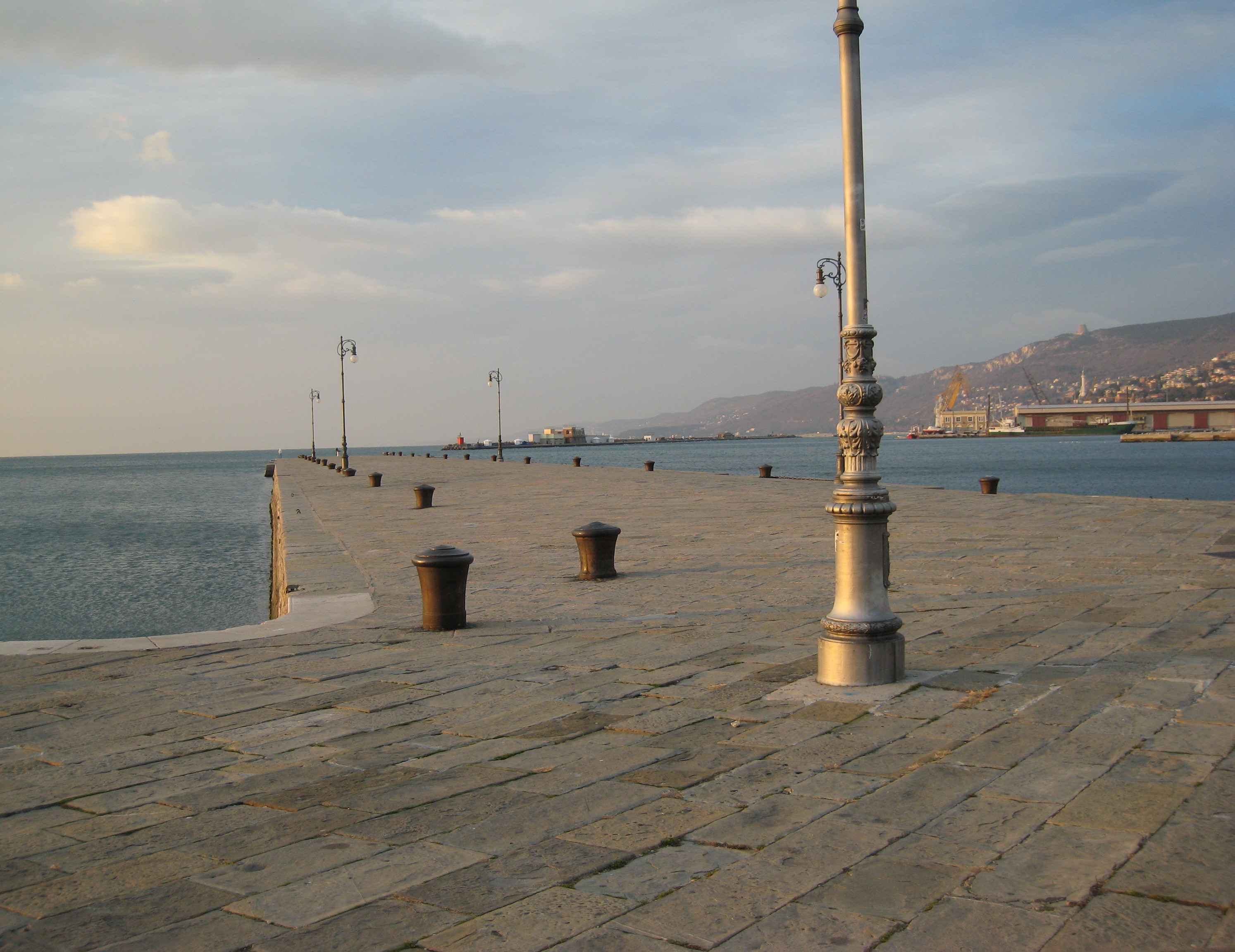
Molo Audace (2007)

Molo Audace ist ein Kai am alten Hafen der norditalienischen Großstadt Triest.

## Lage
Der Kai liegt zwischen den Hafenbecken Bacino San Giusto und Bacino San Giorgio in unmittelbarer Nähe des Hauptplatzes von Triest, der Piazza dell’Unità d’Italia, und dem ehemaligen Händlerviertel Borgo Teresiano.

## Geschichte

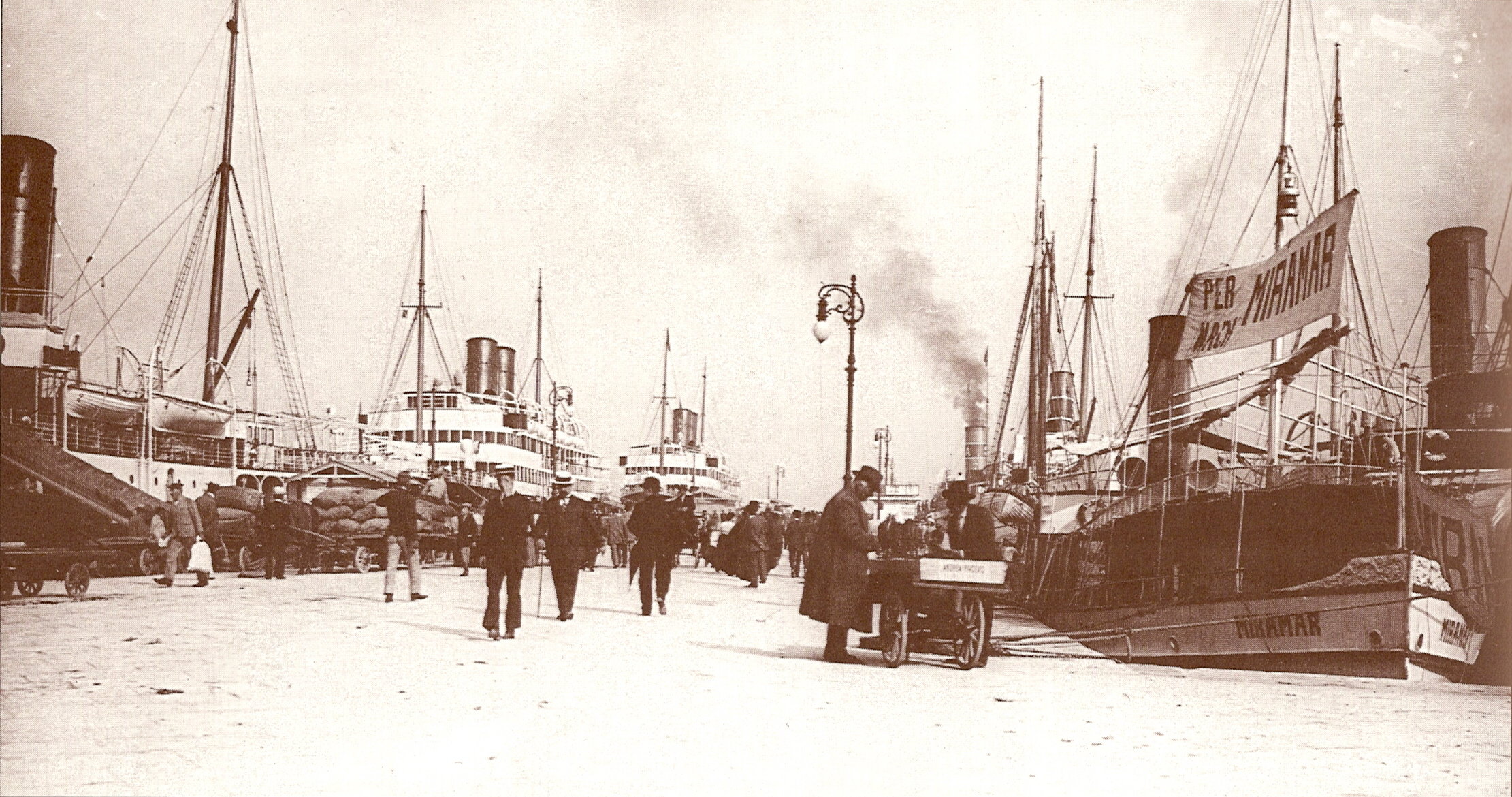
Molo San Carlo um 1900

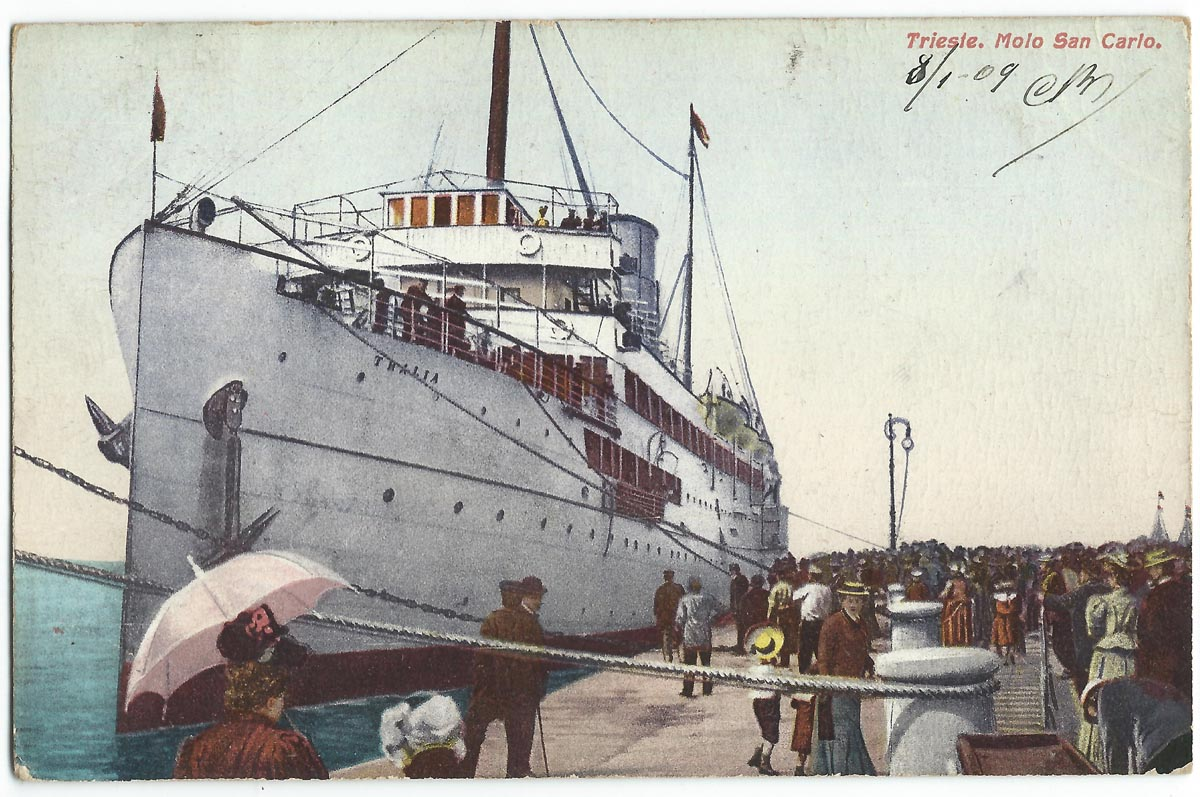
SS Thalia am Molo San Carlo (um 1909)

Der Kai wurde 1754 über dem Wrack des spanischen Schiffes San Carlo erbaut, das 1739 an dieser Stelle gesunken war, und wurde zunächst San Carlo genannt. Ursprünglich wesentlich schmaler und kürzer, war der Kai vom Ufer losgelöst und nur über eine Holzbrücke zu erreichen. Er diente vornehmlich zur Be- und Entladung von Handelsschiffen. 1756 wurde der Kai um 19 Meter und 1860 um weitere 132 Meter verlängert. Zum Zeitpunkt der Verlängerung wurde die Mole mit dem Festland fest verbunden. 1922 erhielt der Kai seinen heutigen Namen, der vom ersten italienischen Zerstörer Audace abgeleitet ist, welcher am 3. November 1918 an dieser Stelle anlegte und die Stadt Triest unter italienische Kontrolle brachte. Zur Erinnerung an dieses Ereignis wurde am im Meer liegenden Ende der Mole eine bronzene Windrose auf weißem Natursteinsockel errichtet. Die Umschrift der Metallplatte besteht aus den Namen für die in Triest charakteristischen Winde.
Heute wird die Mole nicht mehr zur Beladung von Schiffen genutzt, sondern dient hauptsächlich als Uferpromenade.

## Galerie

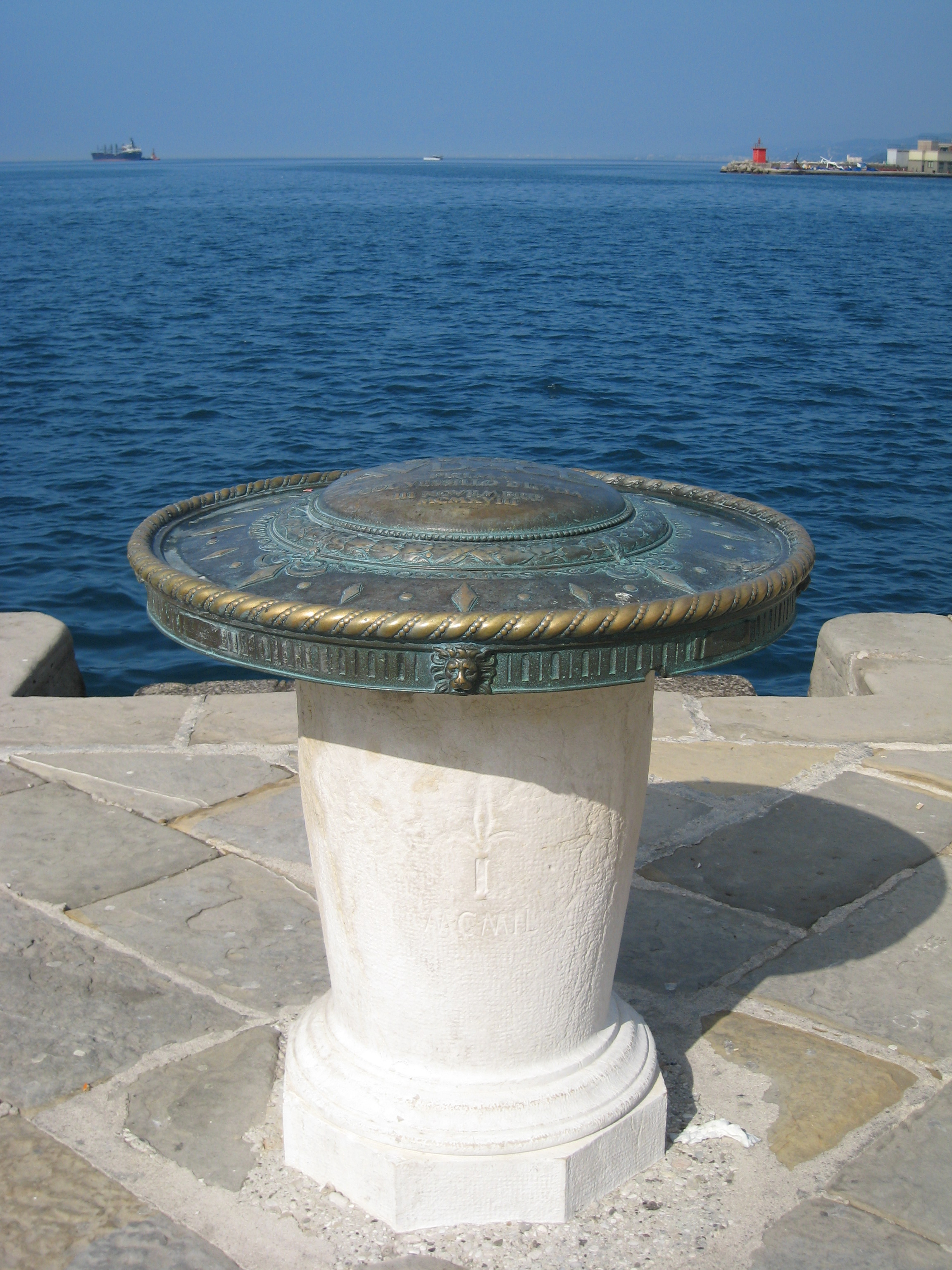
Windrose
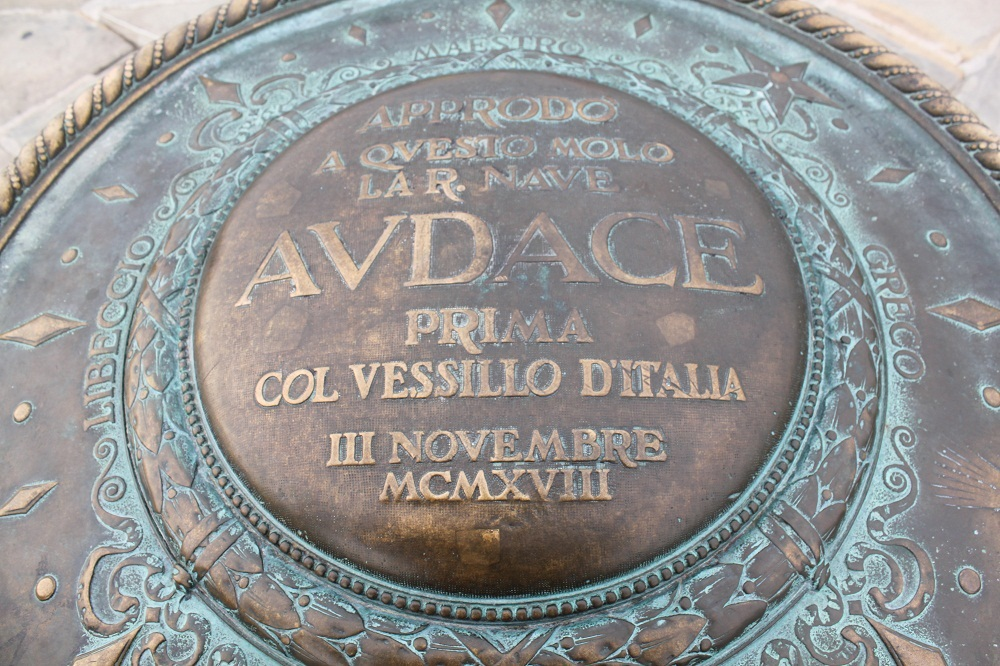
Inschrift
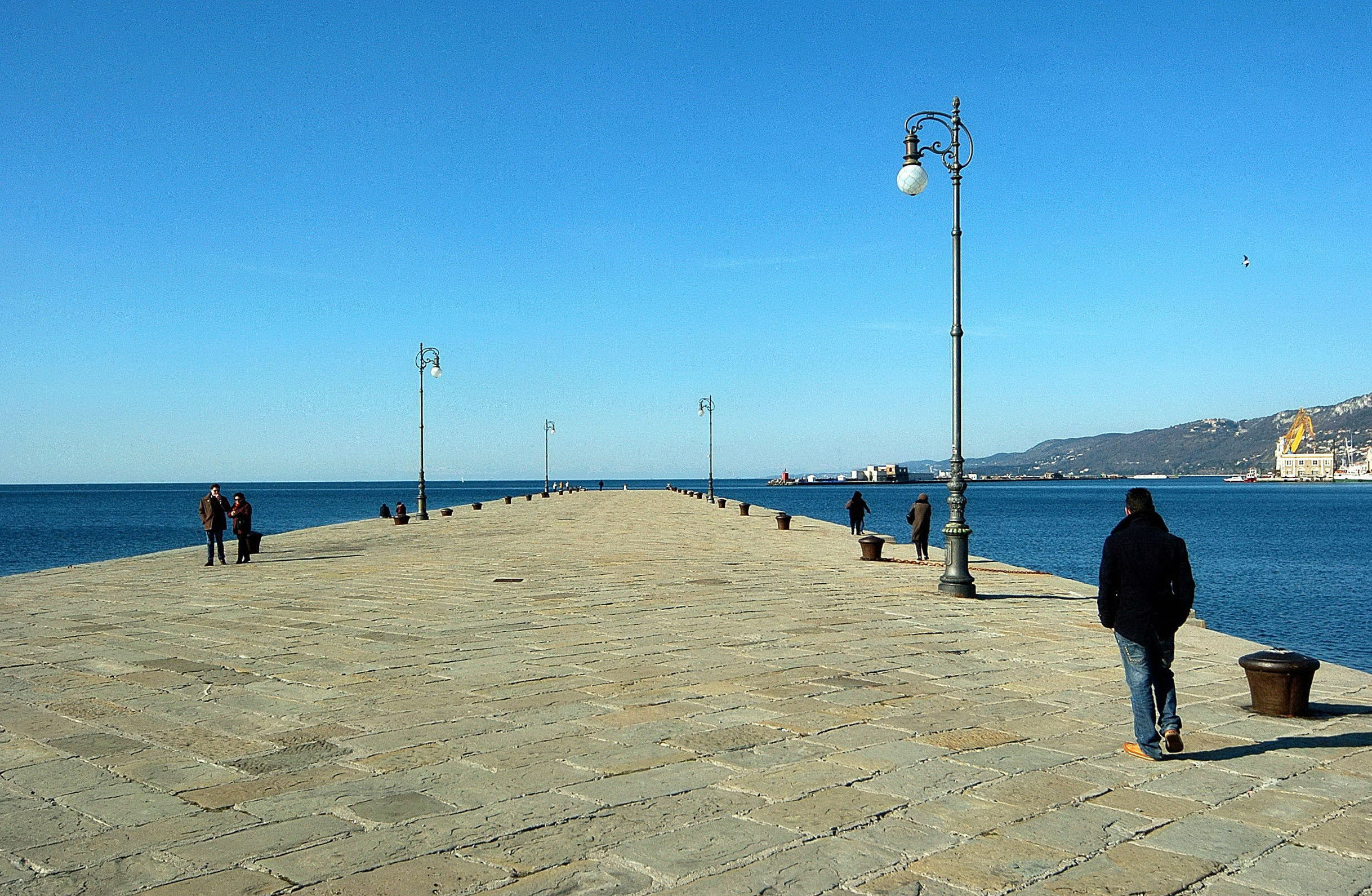
Uferpromenade
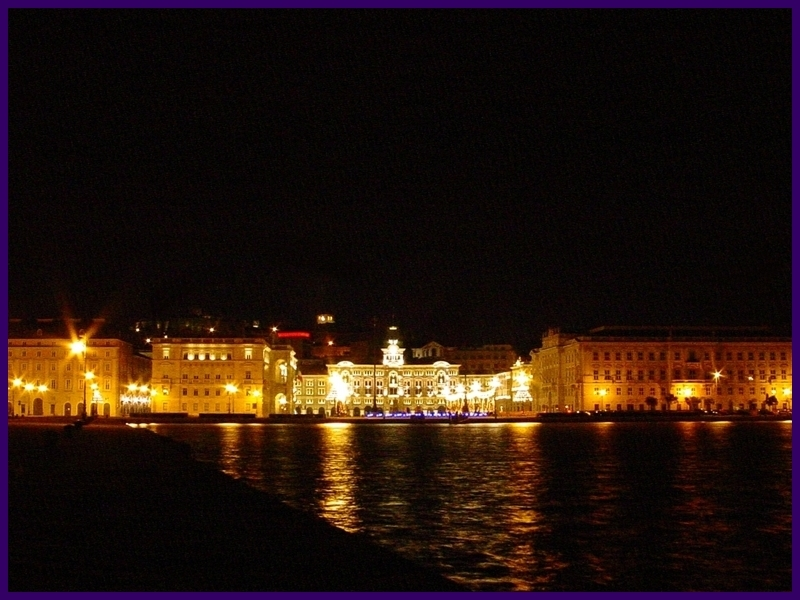
Blick vom Hafenkai auf die Piazza dell’Unità d’Italia